# Mohand Said Hanouz
Mohand Said Hanouz (Souk Oufella, 4 d'agost de 1907 - París, 22 de juliol de 1996) va ser un farmacèutic, lingüista i gramàtic algerià, fundador i un dels vicepresidents de l'Acadèmia Berber al costat de Khelifati Mohand Amokrane i Hanouz Mohand Said, escriptor en amazic. Va tenir un paper molt important en l'emancipació de la cultura cabil i el seu reconeixement a nivell internacional i en particular a França.

## Biografia
Morand Hanouz Said va néixer el 1902 a Aourir comuna de Souk Oufella, a la regió de Cabília (Algèria). Durant la seva infància, va assistir a l'escola primària de Souk Oufella, on va rebre el seu Certificat d'Educació Primària. Va continuar els seus estudis secundaris a l'escola secundària de Bejaia. Després de graduar-se en batxillerat va deixar Cabília per continuar estudis universitaris en Farmàcia.
El 1927, es va traslladar a França per acabar la seva educació i obtenir la llicenciatura en Farmacologia. Després de la graduació, exercí la seva activitat professional de farmàcia París, en un dispensari al boulevard Voltaire a l'11è districte de París.
En juny de 1966, juntament amb els joves intel·lectuals cabilencs Rahmani Abdelkader, Naroun Amar, Mohand Arav Bessaoud, Khelifati Med Amokrane, Marguerite Taous Amrouche, va fundar l'Acadèmia Berber o Agraw Imazighen en un local situat al número 5 de la rue d'Uzès al 2n districte de París i registrada a la Prefectura de París el 10 d'agost de 1966.
Mohand Said Hanouz va morir el 1998.